# Лимбург, Петер
Петер Лимбург (родился 7 июля 1960 года в Бонне) — немецкий журналист, ведущий и директор радиостанции «Немецкая волна» с 1 октября 2013 года.

## Биография
Петер Лимбург, сын немецкого дипломата Петера Лимбурга, вырос в Риме, жил в Париже, в Афинах и Брюсселе . Он изучал право в Бонне, где сдал государственный юридический экзамен в 1987 году.

## Профессиональная карьера
После окончания учебы Лимбург начал стажировку в Немецком агентстве телевизионных новостей (DFA) в Бонне. Он работал в Лейпциге, Лондоне и в Брюсселе, где он  в 1990 году был корреспондентом. В последующие годы он выступал в качестве репортера из Ирака, Северного Израиля и Алжира. В мае 1996 года он стал менеджером студии ProSieben в Бонне. После основания новостного канала N24 в 1999 году он стал главным редактором и руководителем парламентской редакции. Лимбург стал более известен в сентябре 2002 года, когда он и Петер Клоппель представили первую дуэль канцлера по немецкому телевидению. В 2005 году вместе с Штефаном Раабом он получил Золотого Прометея за показ на выборах Бундестага 2005 года, которые транслировалась в рамках телевизионной программы .
С 17 марта 2008 года был ведущим новостей Sat.1 по будням. В N24 он был главным редактором и руководителем отдела новостей до 15 июня 2010 года. Для этого он отказался от должности главы парламентской редакции  в пользу своего заместителя Хансу-Петеру Хагемеса.
На федеральных выборах 2009 года Лимбург снова вёл теледуэль вместе с Майбрит Илльнер (Второе германское телевидение), Франком Пласбергом (Западно-Германское радио) и Петером Клоппелем (РТЛ). Её транслировали 13 сентября из студии Берлин-Адлерсхоф. Вместе со Штефаном Раабом он также модерировал телевизионный эфир о выборах в Бундестаг  2009 года.
С 16 июня 2010 года Лимбург был старшим вице-президентом по новостной и политической информации в медиа-холдинге «ПроЗибен Зат.1 Медиа».  С 1 октября 2013 года он — директор радиостанции «Немецкая волна» как преемник Эрика Беттерманна (SPD).
Петер Лимбург является добровольным членом епархиального руководства Malteser Hilfsdienst eV Берлинской архиепископии и был вице-президентом Malteser Hilfsdienst eV с июля 2016 по март 2018 года. Он работает советником журналистской комиссии Конференции немецких епископов.

## Личная жизнь
Женат, трое детей.

## Участие в телепроектах
| Titel                            | Sender                            | Zeitraum                   | Info                                                                                                  |
| -------------------------------- | --------------------------------- | -------------------------- | --- |
| FBundestagswahl 2002             | RTL / Sat.1                       | Сентябрь 2002 г.           | Модерация вместе с Петером Клоеппелем , первый ТВ-поединок между федеральным канцлером и претендентом |
| Die TV total Bundestagswahl 2005 | ProSieben                         | Сентябрь 2005 г.           | Модерация вместе со Штефаном Раабом                                                                   |
| Sat.1 Nachrichten                | Sat.1                             | Март 2008 г. - май 2013 г. | Главный ведущий                                                                                       |
| Bundestagswahl 2009              | RTL / Sat.1 / ARD / ZDF / Phoenix | Сентябрь 2009 г.           | Модерация вместе с Фрэнком Пласбергом, Майбритом Ильнером и Питером Клоппелем                         |
| Die TV total Bundestagswahl 2009 | ProSieben                         | Сентябрь 2009 г.           | Модерация вместе со Штефаном Раабом                                                                   |
| Unter Griechen                   | Sat.1                             | Сентябрь 2011 г.           | |
| Absolute Mehrheit                | ProSieben                         | 2012–2013                  | Модерация вместе со Штефаном Раабом                                                                   |

В 2011 году Питер Лимбург взял на себя патронат Medienforum Mittweida , специализированного конгресса по медиаиндустрии, организованного студентами.

## Награды
- Офицерский крест ордена Феникса (Греция; 2015 г.)
- Рыцарь Суверенного Мальтийского Ордена

## Веб-ссылки на немецком языке
- http://www.dw.de/peter-limbourg-seit-oktober-intendant/a-17123633
- Limbourgs Welt, Video-Blog bei N24.de
- Peter Limbourg (англ.) на сайте Internet Movie Database